# Yakovlev Yak-11

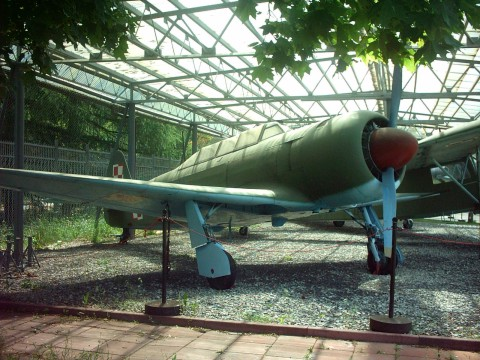
Uno Yak-11 delle Siły Powietrzne conservato al Muzeum Uzbrojenia w Poznaniu (Poznań, Polonia).

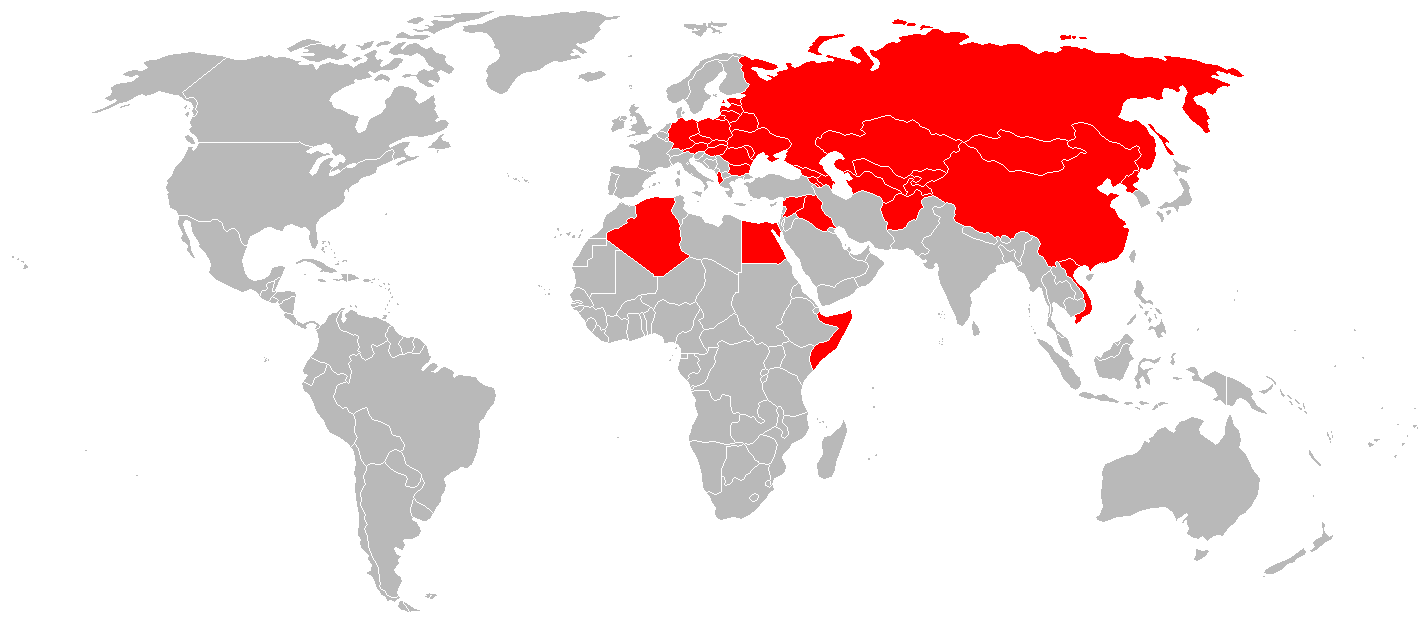
Carta degli operatori dello Yak-11 nel mondo.

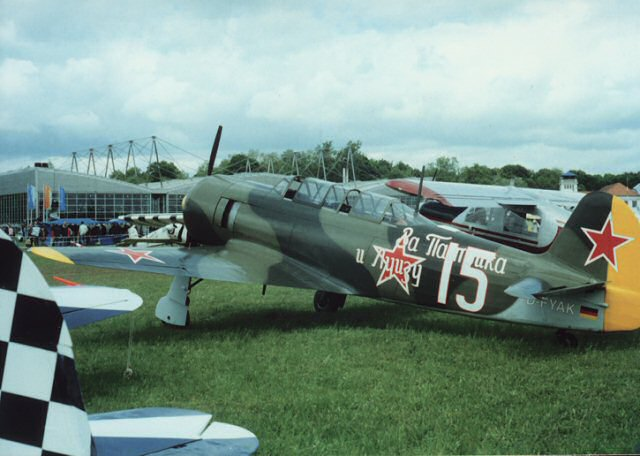
Uno Yak-11 ridipinto con una livrea tipica della seconda guerra mondiale.

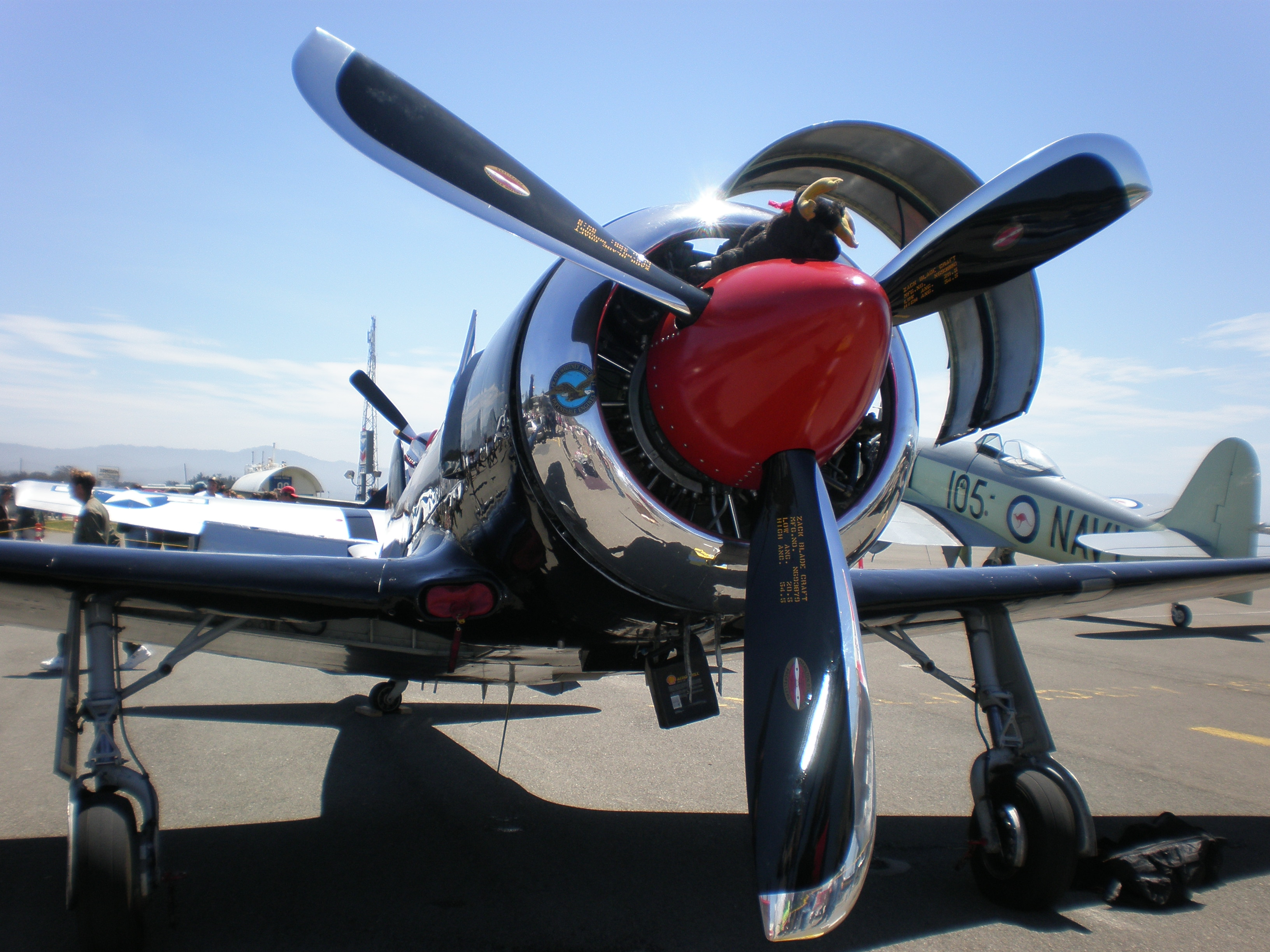
Vista anteriore dello Yak-11.

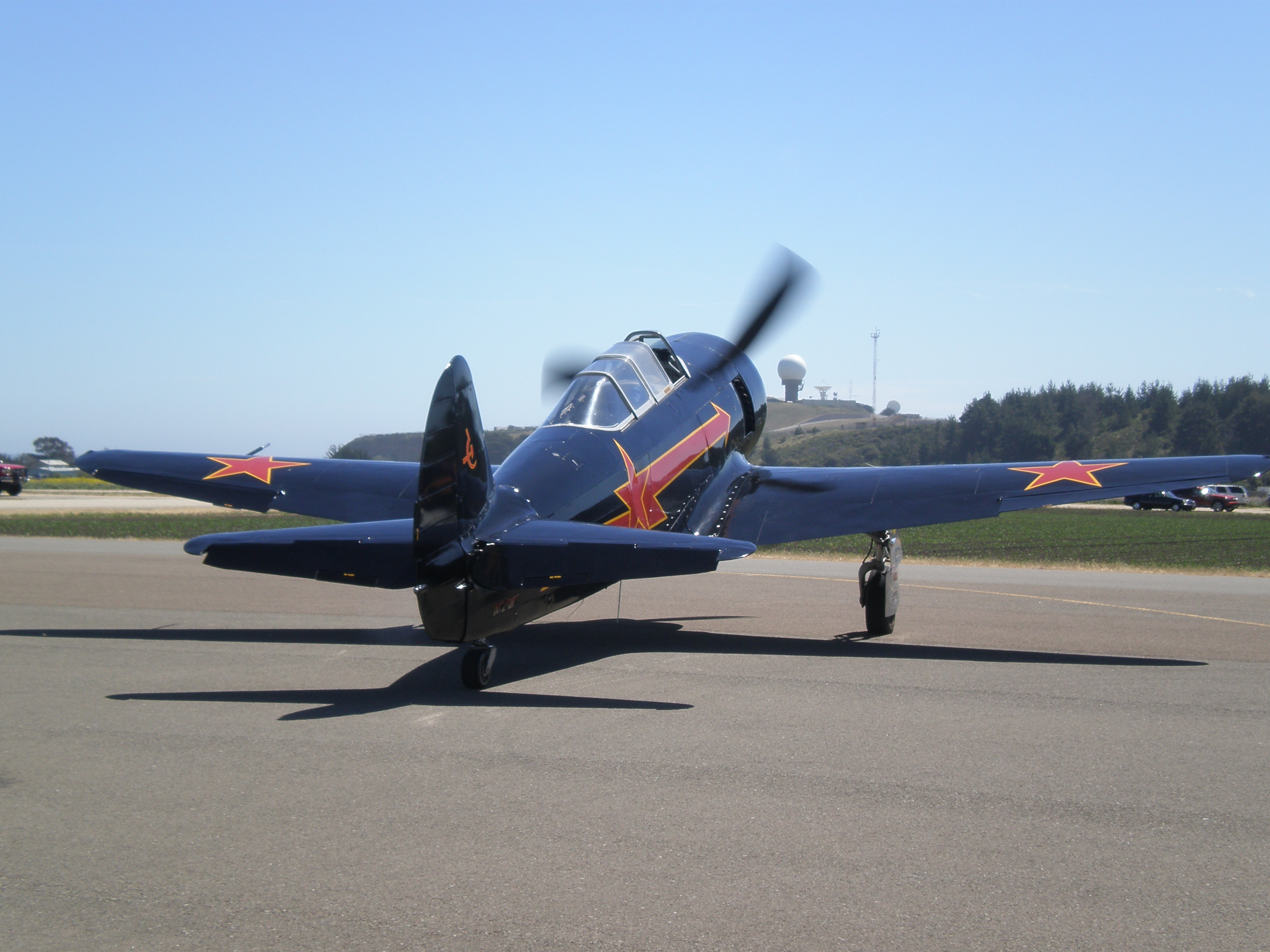
Yakovlev Yak-11 prima del decollo (foto 2008).

Lo Yakovlev Yak-11 (in cirillico Яковлев Як-11; nome in codice NATO: Moose) era un monomotore da addestramento ad ala bassa progettato dall'OKB 115 diretto da Aleksandr Sergeevič Jakovlev e sviluppato in Unione Sovietica dalla metà dagli anni quaranta.
Impiegato negli anni successivi principalmente dalla Sovetskie Voenno-vozdušnye sily (VVS), l'Aeronautica militare dell'Unione Sovietica, rimase operativo dal 1947 al 1962 nelle scuole di volo nazionali e nelle forze aeree filosovietiche.
Basato in larga parte sul progetto dell'ottimo caccia Yak-3 usato con successo dai sovietici durante la seconda guerra mondiale, lo Yak-11 divenne l'addestratore più utilizzato dall'aviazione militare sovietica tanto da poterlo equiparare in importanza al pari ruolo statunitense North American T-6 Texan.

## Storia del progetto
Il primo prototipo volò per la prima volta il 10 novembre 1945 ed entrò in servizio nel 1946.
Tra il 1947 e 1956 vennero prodotti in tutto 3 859 esemplari più altri 707 prodotti su licenza dalla cecoslovacca Let Kunovice con la denominazione Let C-11. Sia gli Yak-11 che i C-11 sono stati impiegati nelle scuole di volo di tutti i paesi del Patto di Varsavia oltre che in molti paesi africani, mediorientali ed asiatici come Afghanistan, Albania, Algeria, Austria, Bulgaria, Cina, Cecoslovacchia, Corea del Nord, Egitto, Germania Est, Indonesia, Iraq, Polonia, Romania, Siria, Somalia, Ungheria, Unione Sovietica, Vietnam, Yemen.
Nel 1958 venne introdotto una nuova versione, lo Yak-11U, che avrebbe dovuto sostituirlo nella formazione dei nuovi piloti da caccia sovietici. Lo sviluppo dello Yak-11U si basava principalmente sull'adozione di un carrello d'atterraggio triciclo anteriore il luogo di quello tradizionale, realizzato per addestrare i piloti alle manovre di decollo ed atterraggio di carrello utilizzato oramai da tutti i velivoli a reazione sovietici. Prodotto in un numero limitato però non andò a sostituire come preventivato il suo predecessore che riuscì a rimanere operativo nella VVS sino al 1962.
Grazie alla notevole somiglianza con il caccia da cui deriva, lo Yak-11 sta riscuotendo un notevole successo tra gli amanti dei warbird, gli aerei militari storici che gruppi di appassionati ed organizzazioni dedite al recupero e preservazione dei velivoli storici conservano e riportano anche in condizioni di volo per utilizzarli nelle manifestazioni aeree. Inoltre grazie alle sue doti di agilità e velocità per la sua classe viene impiegato anche nelle competizioni aeree. Attualmente sono circa 120 gli Yak-11 in condizioni di volo distribuiti in tutto il mondo.

## Tecnica
Lo Yak-11 conservava molte caratteristiche del suo predecessore. La fusoliera era realizzata in tecnica mista, con una struttura metallica ricoperta di pannelli di compensato ed integrava una cabina di pilotaggio a due posti in tandem chiusa da un lungo tettuccio. Posteriormente terminava in un impennaggio di coda tradizionale e monoderiva. L'ala era bassa e montata a sbalzo ed integrava un carrello d'atterraggio triciclo tradizionale, anteriormente retrattile verso l'interno e completato da un ruotino d'appoggio posteriore. La propulsione era affidata ad un radiale Shvetsov ASh-21 erogante 580 CV (427 kW) abbinato ad un'elica bipala a passo fisso e racchiuso da una cappottatura con sfoghi laterali simili a quelli usati sul Focke-Wulf Fw 190. Quest'ultimo particolare è quello che lo rende visibilmente riconoscibile dallo Yak-3 da cui deriva equipaggiato invece con un più potente V12 Klimov VK-105PF-2 dotato di raffreddamento a liquido.

## Versioni
Yak-11
La versione di base.
Yak-11U
La versione derivata con carrello triciclo.

## Utilizzatori
Afghanistan
- Afghan Air Force

operò con 14 esemplari ricevuti dal 1958. Al 1999 non ne risultavano in servizio attivo.
 Albania
- Forcat Ajrore Shqiptare

operò con 4 esemplari.
 Algeria
- Al-Quwwat al-Jawwiyya al-Jaza'iriyya

 Austria
- Österreichische Luftstreitkräfte

 Bulgaria
- Balgarski voennovazdushni sily

 Cina
- Zhongguo Renmin Jiefangjun Haijun Hangkongbing

 Cecoslovacchia
- Češkoslovenske Vojenske Letectvo

 Corea del Nord
- Chosŏn Inmin Kun Konggun

 Germania Est
- Luftstreitkräfte und Luftverteidigung der Deutschen Demokratischen Republik

 Egitto
- Al-Quwwat al-Jawwiya al-Misriyya

 Iraq
- Al-Quwwat al-Jawwiyya al-'Iraqiyya

 Polonia
- Wojska Lotnicze i Obrony Przeciwlotniczej Obszaru Kraju poi
- Wojska Obrony Powietrznej Kraju

 Romania
- Forţele Aeriene ale Republicii Populare Română poi
- Forţele Aeriene ale Republicii Socialiste Română

 Siria
- Al-Quwwat al-Jawwiyya al-'Arabiyya al-Suriyya

 Somalia
- Somali Air Force

 Ungheria
- Magyar Néphadsereg légiereje

 Unione Sovietica
- Sovetskie Voenno-vozdušnye sily

 Vietnam
- Không Quân Nhân Dân Việt Nam

 Yemen
- Al-Quwwat al-Jawwiyya al-Yamaniyya

## Velivoli comparabili
Polonia
- PZL TS-8 Bies

 Stati Uniti
- North American T-6 Texan